# Karoline Mischek
Karoline Mischek (* 22. Mai 1998 in Korneuburg) ist eine österreichische Tischtennisspielerin. 2021 gewann sie die österreichische Meisterschaft im Einzel. Sie spielt derzeit beim österreichischen Verein Linz AG Froschberg.

## Werdegang
Mischek begann im Alter von sieben Jahren mit dem Tischtennissport. 2013 spielte sie dann erstmals international bei World-Tour-Turnieren mit, unter anderem bei den Austrian Open, wo sie sich jedoch in der Qualifikation geschlagen geben musste.
Zwischenzeitlich wechselte sie zum TTC Flötzersteig, wo sie 2015 mit ihrer Mannschaft Pokalmeisterin wurde. Zudem wechselte sie noch im selben Jahr zum Verein Linz AG Froschberg. Bei der Weltmeisterschaft war sie Teil der Mannschaft, die im Achtelfinale Deutschland schlug und im Viertelfinale gegen China verlor.
Mischek ist aktive Sportlerin des Heeressportzentrums des Österreichischen Bundesheers, in welchem sie den Dienstgrad eines Korporals innehat.

## Turnierergebnisse
| Verband | Veranstaltung                | Jahr | Ort          | Land        | Einzel       | Doppel        | Mixed         | Team          | U-21          |
| ------- | ---------------------------- | ---- | ------------ | ----------- | ------------ | ------------- | ------------- | ------------- | ------------- |
| AUT     | ITTF World Tour              | 2013 | Wels         | Österreich  | Qual.        | letzte 64     |               |               | Qual.         |
| AUT     | ITTF World Tour              | 2015 | Wels         | Österreich  | Qual.        | Qual.         |               |               | Qual.         |
| AUT     | Czech Junior & Cadet Open    | 2016 | Hodonín      | Tschechien  | letzte 64    | keine Teiln.  | keine Teiln.  | letzte 16     | letzte 64     |
| AUT     | Polish Junior & Cadet Open   | 2016 | Władysławowo | Polen       | Achtelfinale | keine Teiln.  | keine Teiln.  | Viertelfinale | Achtelfinale  |
| AUT     | Weltmeisterschaften          | 2016 | Kuala Lumpur | Malaysia    |              |               |               | 21.–26. Platz |               |
| AUT     | Weltmeisterschaften          | 2017 | Düsseldorf   | Deutschland | letzte 128   | letzte 32     |               |               |               |
| AUT     | Weltmeisterschaften          | 2018 | Halmstad     | Schweden    |              |               |               | Viertelfinale |               |
| AUT     | Europameisterschaften        | 2018 | Alicante     | Spanien     | Qual.        | letzte 16     |               |               |               |
| AUT     | Jugend-Europameisterschaften | 2016 | Zagreb       | Kroatien    | letzte 32    | letzte 16     | letzte 16     | Viertelfinale |               |
| AUT     | Jugend-Weltmeisterschaften   | 2016 | Kapstadt     | Südafrika   | letzte 64    | Viertelfinale | Viertelfinale | Viertelfinale |               |
| AUT     | Challenge Series             | 2017 | Otocec       | Slowenien   | letzte 64    | letzte 16     |               |               | Qual.         |
| AUT     | Challenge Series             | 2017 | Zagreb       | Kroatien    | Qual.        |               |               |               | Qual.         |
| AUT     | Challenge Series             | 2017 | De Haan      | Belgien     | letzte 32    | Viertelfinale |               |               | Qual.         |
| AUT     | Challenge Series             | 2017 | Almería      | Spanien     | letzte 16    |               |               |               | letzte 32     |
| AUT     | Challenge Series             | 2018 | Otocec       | Slowenien   | Qual.        |               |               |               | letzte 32     |
| AUT     | Challenge Series             | 2018 | Zagreb       | Kroatien    | Qual.        |               |               |               | Viertelfinale |

## Privat
Karoline Mischek startete 2016 eine Ausbildung zur Psychologie. Ihre Matura bestand sie mit einem Notendurchschnitt von 1,0.

## Vereine
- 2013–2015:  Österreich = TTC Flötzersteig
- seit 2015:  Österreich = Linz AG Froschberg